# Куленович, Сандро
Са́ндро Куле́нович (хорв. Sandro Kulenović; 4 декабря 1999 года, Загреб, Хорватия) — хорватский футболист, нападающий загребского «Динамо».

## Карьера
Куленович является воспитанником загребского «Динамо», клуба из родного города. В сезоне 2015/2016 сыграл за молодёжную команду «Динамо» 27 встреч, забил 22 мяча и сделал 11 голевых передач. В 17 лет, 7 июля 2016 перешёл в польскую «Легию», подписав трёхлетний контракт, откуда в 2017 году был арендован на год итальянским «Ювентусом». Перед сезоном 2018/2019 вернулся в «Легию», начав тренироваться с основной командой. 10 июля 2018 года дебютировал в команде в поединке Лиги Европы против «Корк Сити». 26 августа того же года сыграл первый матч в польском чемпионате против плоцкой «Вислы», заменив на 80-й минуте Матеуша Головня. Всего в дебютном сезоне провёл 21 матч, четырежды отличился. Первый мяч в профессиональном футболе состоялся 26 октября 2018 года. Сандро поразил ворота «Ягеллонии».
2 сентября 2019 года Сандро вернулся в загребское Динамо, подписав с клубом долгосрочный контракт. Дебютировал за родной клуб в хорватском чемпионате 21 сентября 2019 года в поединке против «Вараждина», выйдя на замену на 71-й минуте вместо Марио Гаврановича. Провёл сезон крайне неудачно, сыграв 16 матчей и ни разу не отличившись.
Сезон 2020/2021 начал также игроком «Динамо», однако 21 сентября 2020 года отправился в годичную аренду в Риеку.
Является игроком юношеских сборных Хорватии. Называется хорватскими журналистами «новым Манджукичем».